# Jeanne Bourin
Pour les articles homonymes, voir Bourin.
Jeanne Bourin, née Jeanne Mondot, le 13 janvier 1922 à Paris et morte le 19 mars 2003 au Mesnil-le-Roi, est une écrivaine française connue pour ses romans historiques.

## Biographie
Jeanne Bourin est la fille de Marcel Mondot, inspecteur de l'enregistrement, et d'Eugénie Laudereau. Elle étudie au lycée Victor-Duruy de Paris et obtient une licence d'Histoire et de Lettres à la Sorbonne. Catholique revenue à la foi de son enfance vers 40 ans, elle est admirative de la société médiévale qu'elle a étudiée et qu'elle restitue dans le cadre de ses romans. La Chambre des dames connaît un grand succès et fera l'objet en 1983 d'une adaptation sous forme d'un feuilleton en dix épisodes réalisé par Yannick Andreï.
Elle est enterrée au cimetière du Mesnil-le-Roi, (Yvelines) où elle était domiciliée.

### Vie privée
Elle épouse d'André Bourin, critique littéraire, en 1942 et elle est mère de trois enfants.

## Travail d'écriture
Jeanne Bourin publie son premier roman, Le bonheur est une femme, à 41 ans. Elle qualifie ses écrits non pas de romans historiques, mais de « romans dans l'Histoire » en apportant une vision romancée de personnages, de familles réelles qu'elle base sur des recherches approfondies. Sa vision positive du Moyen Âge, assez proche toutefois de celle de Régine Pernoud (qui préface La Chambre des dames), lui vaudra des critiques de la part d'universitaires comme le médiéviste Robert Fossier. Elle redécouvre la place accordée aux femmes à cette époque, et surtout du XIe au XIIIe siècle, notamment dans leurs droits civiques. En allant ainsi à l'encontre de nombreuses idées préconçues sur le Moyen Âge, elle remet à l'honneur ces siècles qu'elle qualifie dans son récit autobiographique Le Sourire de l'Ange de « courtois, lumineux et créateurs ». 
Elle fut membre du comité d'honneur de la Maison internationale des poètes et des écrivains de Saint-Malo.

## Œuvres
- 1963 : Le bonheur est une femme (les amours de Pierre de Ronsard et d’Agrippa d'Aubigné)
- 1966 : Très Sage Héloïse, Paris, La Table Ronde
- 1970 : Agnès Sorel, la dame de Beauté
- 1979 : La Chambre des dames, Paris, La Table Ronde
- 1981 : Le Jeu de la tentation (la suite de La Chambre des dames), Paris, La Table Ronde
- 1983 : Cuisine médiévale pour tables d'aujourd'hui, Paris, Flammarion
- 1985 : Le Grand Feu (Grand Prix catholique de littérature 1986), Paris, La Table Ronde
- 1987 : Les Amours blessées (l’intrigue amoureuse unissant durant quarante ans le poète Pierre de Ronsard à Cassandre Salviati), Paris, La Table Ronde
- Le Sanglier blanc (pour enfants de 8 à 12 ans)
- 1989 : Les Pérégrines (de Chartres à Jérusalem)
- 1990 : La Rose et la Mandragore (sur les jardins)
- 1992 : Compagnons d’éternité (la suite des Pérégrines)
- 1994 : La Garenne (tranche de vie vers 1930 à La Chartre-sur-le-Loir en Vendômois)
- 1996 : Le Sourire de l'Ange, Paris, Julliard/Desclée de Brouwer (récit autobiographique)

## Distinctions

### Décorations
- Chevalier de la Légion d'honneur
- Officier de l'ordre national du Mérite

### Récompenses
- Prix Anaïs-Ségalas de l’Académie française pour Très sage Héloïse (1967)
- Grand Prix des lectrices de ELLE pour La Chambre des dames (1979).
- Prix des Maisons de la Presse pour La Chambre des dames (1979)
- Prix Renaissance des lettres pour Le Jeu de la tentation (1982)[6].

### Hommage
- La place Jeanne-Bourin est inaugurée à La Chartre-sur-le-Loir en 2008, où vivait sa grand-mère maternelle[7].